# 趙琮 (成化進士)
趙琮（1437年—？），字彥玉，直隸保定府清苑縣人，軍籍，明朝政治人物。同進士出身。

## 生平
早年出身國子生，順天府鄉試第一百二十二名舉人。成化十一年（1475年）乙未科會試第一百十七名，殿試登進士第三甲第一百一十名。

## 家族
曾祖趙士溫。祖父趙文禮。父趙郁，封刑部主事。